# وولستون کرافت، نیو ساوت ولز
وولستون کرافت (به انگلیسی: Wollstonecraft) یک حومه شهر در استرالیا است که در نیو ساوت ولز واقع شده‌است.